# Bunites
Bunites is een geslacht van kevers uit de familie  waterroofkevers (Dytiscidae).
Het geslacht is voor het eerst wetenschappelijk beschreven in 1972 door Spangler.

## Soorten
Het geslacht omvat de volgende soort:
- Bunites distigma (Brullé, 1837)